# 바우트 파스
바우트 펠릭스 리나 파스(Wout Felix Lina Faes, 1998년 4월 3일 ~ )는 벨기에의 축구선수이다. 포지션은 수비수이다. 현재 프리미어리그 레스터 시티에서 뛰고 있다.

## 클럽 경력
파이스는 2012년 리르서에서 RSC 안데를레흐트 유스 아카데미로 이적했다. 그는 안데를레흐트에서 첫 프로 계약을 체결했다.
안데를레흐트는 2016-17 시즌 후반기에 파이스를 SC 헤이렌베인으로 임대 보냈다. 2017년 7월 12일, 엑셀시오르가 파이스를 한 시즌 임대 계약으로 영입했다고 발표했다. 2018년 여름, 파이스는 오스텐더와 3년 계약을 체결하며 안데를레흐트를 영구적으로 떠나기로 결정했다.
2022년 9월 1일, 파이스는 약 1,500만 파운드의 이적료로 레스터 시티와 5년 계약을 맺었다.